# Jean-Pierre Després
Jean-Pierre Després et un physiologiste, chercheur et professeur québécois né en 1958.  Il se distingue par ses travaux sur l'obésité, le diabète et les maladies cardiovasculaires.